# Purpura (Gattung)
Purpura ist der Name einer Gattung aus der Familie der Stachelschnecken, die aus drei mittelgroßen, Seepocken, Muscheln und Schnecken fressenden Schneckenarten im Indopazifik besteht. Lamarck subsumierte 1822 noch genau 50 Arten unter dieser Gattung.

## Merkmale
Die mittelgroßen, eiförmigen, dorsoventral leicht abgeflachten Gehäuse der Purpura-Arten haben ein niedriges Gewinde und eine sehr weite Gehäusemündung, die mindestens zwei Drittel der Gehäuselänge einnimmt. Die Skulpturierung ist eher wenig ausgeprägt, so gibt es zahlreiche niedrige Längsrippen, die kleine Knötchen oder stumpfe Stacheln tragen können. Die Columella ist breit, hohl und trägt keine Zähne. Die Innenseite der äußeren Lippe ist längs (in spiraliger Richtung) gestreift. Anders als bei den Nucella-Arten ist der Mündungsrand nicht verdickt und trägt auch keine Zähnchen. Die Schnecken haben einen elliptischen Fuß, der kürzer als das Haus ist und beim kriechenden Tier nicht über dieses hinausragt. Am Kopf sitzen zwei spitze, konische Fühler, in deren Mitte außen sich die Augen befinden. Das Operculum ist hornig und halbmondförmig.

## Vorkommen und Lebensweise
Die Schnecken der Gattung Purpura leben in der Gezeitenzone in tropischen Gewässern des Indopazifik. Sie ernähren sich von Seepocken und Muscheln, in deren Schalen sie Löcher bohren, aber auch von Schnecken – insbesondere Kreiselschnecken und Strandschnecken –, die sie angreifen, indem sie ihre Proboscis unter das Operculum pressen. Napfschnecken werden mit dem Fuß vom felsigen Untergrund gezogen. Die Beute wird mit einer Flüssigkeit aus der Hypobranchialdrüse gelähmt, die Cholinester enthält, welche die Schließmuskeln entspannen und so zur Öffnung des Operculums bzw. der Muschelschalenhälften führen. Diese Flüssigkeit färbt sich an der Luft zum Purpurfarbstoff.

## Geschichte der Systematik
Purpura ist die latinisierte Form des griechischen Wortes πορφύρα, das mit der Bedeutung Purpurschnecke auch von Aristoteles für die im Mittelmeer lebenden Arten Hexaplex trunculus und Bolinus brandaris, aber auch Stramonita haemastoma benutzt wurde. Plinius der Ältere unterscheidet zwischen den beiden Purpur bildenden Schnecken Purpura und Murex, von denen Murex laut Mucianus die breitere Art ist. Als Gattungsname in der Neuzeit wird Purpura (frz. Pourpre) 1789 von Jean-Guillaume Bruguière in seiner Naturgeschichte der Würmer eingeführt. Jean-Baptiste de Lamarck subsumierte 1822 in seiner Naturgeschichte der Wirbellosen unter der Gattung Purpura 50 Arten, als erste und Typusart Purpura persica. In diesem großen Umfang hatte die Gattung lange Zeit Gültigkeit. In der Mitte des 20. Jahrhunderts wurde die Gattung in mehrere Gattungen aufgespalten, wobei mehrere Namen von Peter Friedrich Röding (1798) aus dem Katalog der Conchyliensammlung von Joachim Friedrich Bolten zur Anwendung kamen, darunter die Namen Nucella, Thais und Drupa. Dabei kam es teilweise zu Verwirrungen, weil die von Röding genannte Purpura lapillus nicht mit dem Typus der Nordischen Purpurschnecke Buccinum lapillus Linnaeus – seit Lamarck Purpura lapillus – übereinstimmte, was einige Autoren dazu verleitete, der Art den Namen Thais lapillus zu verleihen. Bei der von Röding ebendort genannten Nucella theobroma handelt es sich aber tatsächlich um die Nordische Purpurschnecke, so dass letztlich die Wahl auf den ältesten Gattungsnamen Nucella fallen musste.
Seitdem auch die vier mittelamerikanischen Purpurschnecken ausgegliedert sind und die Gattung Plicopurpura Cossmann, 1903 bilden, beschränkt sich die Gattung Purpura auf drei Arten des Indopazifiks. Dies sind Purpura persica (Linnaeus, 1758), Purpura bufo Lamarck, 1822 und Purpura panama (Röding, 1798).